# 小行星3706
小行星3706（英語：3706 Sinnott）是一颗围绕太阳公转的小行星。1984年9月28日，B. A. Skiff在可可尼诺县发现了此天体。
这颗小行星的绝对星等为310.3106961301725等。